# San Ignacio (Misiones)
San Ignacio è una città dell'Argentina, capoluogo dell'omonimo dipartimento nella provincia di Misiones.